# 湾岸ミッドナイト MAXIMUM TUNE 6
『湾岸ミッドナイト MAXIMUM TUNE 6/6R/6RR/6RR PLUS』（わんがんミッドナイト マキシマムチューンシックス/シックス アール/シックス ダブルアール/シックスダブルアール プラス）とは、バンダイナムコアミューズメントより稼働されたアーケードレースゲーム。楠みちはる氏原作の漫画『湾岸ミッドナイト』を題材としたアーケードレースゲームの12・13・14・15作目で、湾岸ミッドナイト MAXIMUM TUNEシリーズの第10・11・12・13作目にあたる。

## 6のゲーム概要
2018年7月12日に稼働。本作は、新たに分身対戦の最大対戦人数が2人から4人へと変更されVS海岸分身イベントの参加条件が、カード内の車いずれか1台の分身撃破数が「50撃破」達成に変更、新メーカーとしてポルシェが参戦するといった新要素が含まれている。
ストーリーモードにおいても、湾岸ミッドナイト MAXIMUM TUNE 3DX PLUS以降収録されていなかったストーリーが復活した。話数増加に伴いメーター取得の条件が100連勝達成、BGMの取得の条件が100話クリア、廃車カードとカスタムカラーの取得が100プレイに変更された。また、湾岸マキシ5、5DX、5DX PLUSのBGMがそのまま引き継がれず、新たにストーリーモード1周目のクリア特典となった。ストーリークリア特典の過去シリーズのBGMは1周目クリア（無敗・有敗問わず。以下同様。）で「5・5DX・5DX PLUS」の音楽が使用可能となり、2周目クリアで「4」の音楽が使用可能となり、3周目クリアで「3・3DX・3DX PLUS」の音楽が使用可能となり、4周目クリアで10人抜きモードの音楽が使用可能となり、5周目クリアで「1・2」の音楽が使用可能となり、6周目クリアで「R」の音楽が使用可能となる。前作でストーリーモードを1周以上クリアしている場合ももう一度ストーリーモードを周回クリアしないと、「5・5DX・5DX PLUS」の音楽が手に入らない。
また、レースメーターは100連勝（100の倍数の連勝数）を10回達成すればコンプリートとなる。まず初めて100連勝達成すると、レースメーター（黄）、2度目の100連勝達成で、レースメーター（赤）、3度目の100連勝達成で、レースメーター（青）、4度目の100連勝達成で、レースメーター（カーボン）、5度目の100連勝達成で、レースメーター（PRO）、6度目の100連勝達成で、レースメーター（クラシック）、7度目の100連勝達成で、レースメーター（デジタル青）、8度目の100連勝達成で、レースメーター（ハイエンド赤）、9度目の100連勝達成で、レースメーター（デジタル黄）、そして10度目の100連勝達成で、レースメーター（ハイエンド黄）が手に入る。
今作より乱入対戦無料コンティニューチケットの入手条件が追加及び一部変更された。ストーリーモードで80話クリアまでにフルチューン達成、湾岸ナビゲーターの1000マイル特典（ランダム入手）、期間限定で開催されるVS海外分身イベントの宝箱マス通過で乱入対戦無料コンティニューチケットが手に入る。なお有効期限は前作とは違い獲得日より1週間のため、期間内に使用しないと消滅するので注意。
ドレスアップパーツもリニューアルされ、新たにBBSホイールが加わった。リニューアルに伴い、ドレスアップ状況とドレスアップパーツの保有状態がリセットされ、湾岸ミッドナイト MAXIMUM TUNE 3以来となるノーマル状態で引き継ぎとなる。また、前作5DX PLUSまでの獲得マキシGに応じて引き継ぎ時に特典が付与される。2018年10月のアップデートで、前作5DX PLUS以前のドレスアップパーツが一部を除いて復活することが発表された。これに伴いドレスアップパーツ獲得条件も変更される。
本作から新たな連携システムとして、スマートフォン専用アプリ「湾岸ナビゲーター」との連携機能が実装される。その代わり湾岸マキシ.NETとの
連携システムは本作をもって廃止される（湾岸マキシ.NETで入手できたタコメーター、ネームプレート、スタンプ、プレミアム会員専用車種は引き継がれる）。
本作から廃車カードが自分のバナパスポートカードでも使用可能になった。
| エリア               | コース名                | スタートランプ（又は地点） |
| -------------------- | ----------------------- | -------------------------- |
| C1                   | C1内回り                | 汐留ランプ                 |
| C1                   | C1内回り                | 神田橋ランプ               |
| C1                   | C1外回り                |                            |
| C1                   | 芝公園ランプ            |                            |
| 八重洲線             | 八重洲線内回り          | 汐留JCT                    |
| 八重洲線             | 八重洲線外回り          | 神田橋ランプ               |
| 八重洲線             | 八重洲線外回り          | 京橋JCT                    |
| 新環状               | 新環状左周り            | 有明ランプ                 |
| 新環状               | 新環状右周り            | 木場ランプ                 |
| 副都心（渋谷・新宿） | 副都心3号・4号          | 渋谷ランプ                 |
| 副都心（渋谷・新宿） | 副都心3号・4号          | 外苑ランプ                 |
| 副都心（池袋）       | 副都心5号・山手トンネル | 新宿ランプ                 |
| 副都心（池袋）       | 副都心5号・山手トンネル | 代官町ランプ               |
| 湾岸線               | 湾岸線東行き            | 大黒ふ頭ランプ             |
| 湾岸線               | 湾岸線東行き            | 空港中央ランプ             |
| 湾岸線               | 湾岸線西行き            |                            |
| 湾岸線               | 臨海副都心ランプ        |                            |
| 横羽線               | 横羽線上り              | 汐入ランプ                 |
| 横羽線               | 横羽線上り              | 羽田ランプ                 |
| 横羽線               | 横羽線下り              |                            |
| 横羽線               | 芝浦ランプ              |                            |
| 横浜                 | みなとみらい内回り      | 新山下ランプ               |
| 横浜                 | みなとみらい内回り      | みなとみらいランプ         |
| 横浜                 | みなとみらい外回り      |                            |
| 横浜                 | 東神奈川ランプ          |                            |
| 名古屋               | 名古屋高速環状          | 丸の内ランプ               |
| 大阪                 | 阪神高速環状            | 道頓堀ランプ               |
| 神戸                 | 阪神高速3号             | 新港町ランプ               |
| 神戸                 | 阪神高速3号             | 灘大橋ランプ               |
| 広島                 | 広島高速                | 東雲ランプ                 |
| 広島                 | 広島高速                | 宇品ランプ                 |
| 福岡                 | 福岡都市高速            | 姪浜ランプ                 |
| 箱根                 | 箱根                    | 往路                       |
| 箱根                 | 箱根                    | 復路                       |
| 箱根(大観山)         | 箱根(大観山)            | 上り(早川料金所)           |
| 箱根(大観山)         | 箱根(大観山)            | 下り(ドライブイン大観山)   |
| 首都高一周           | 東京エリア              | 芝浦ランプ                 |
| 首都高一周           | 神奈川エリア            | 芝浦ランプ                 |
- 前作から引き継いだコースにも改良が加えられた。

- 首都高エリアや名古屋エリアなどでコースモデルが刷新され、前作になかった路面が赤く塗られたりや標識の変化などである。

### 5DX PLUSからの引継ぎ
- 前作 5DX PLUSからの引き継ぎはドライブマシン及び湾岸ターミナルから行うことができる。
- 「5」以来となるランク上限が更にアップし、従来の最高ランクの「SSSS級」が「SSSS9級～SSSS1級」に細分化され、最高ランクが「SSSSS級」にアップした。「SSSS級」は「SSSS9級」になる。
- 称号、湾岸マキシ5・5DX・5DX PLUSのBGM(新たにストーリーモード1周目のクリア特典)、所持マキシG/ショップグレード(総獲得マキシGに応じた5DX PLUS引継ぎ特典アイテムと交換となる)、ドレスアップパーツ/ドレスアップ状態、都道府県チャレンジの獲得アイテムと進行度、撃破トロフィー(数は引き継がれる。なお、6のみ獲得不可能だったが、6Rで復活し再び獲得可能)、撃破トロフィー背景、カスタムフレーム、チーム(チーム機能廃止により、ウィンドウステッカーに引き継がれる)を除くデータが引き継がれる。
- また、4～5DX PLUSまでのストーリーモードの1周目をクリアしていた場合は、周回数を引き継ぎ、一律で新エピソードの引き継いだ周回数の第61話からスタートする。なお1周目の59話までクリアし「6」に引き継いだ場合はそのままスタートとなる。

例1:2周目の第0話以上(第60話以上)までクリア→「6」に引き継ぎ→2周目の第61話(第161話)からスタート
例2:1周目の第59話までクリア→「6」に引き継ぎ→第60話からスタート。
- これにより、すべての引継ぎカードは、追加された40話分の内20話（61話 - 80話）をクリアしないと840馬力になることもできない他、追加された40話分（61話 - 100話）もクリアしないと、2周目以降の時間帯とBGMセレクトが出来ず、2周目以降の奇数周と偶数周で異なるステージごとに異なる勝敗称号を獲得できない。
- 分身対戦の「あなたの戦績」は（「●戦●勝」　→　「累計●撃破」）に変わり、「あなたの残した分身の戦績」（「●戦●勝」　→　「●戦●撃破」）に変わる。

## 6Rのゲーム概要
2020年1月21日に稼働された『6』のバージョンアップ版。2019年11月28日に先行サイトが公開された。
当作は日本国内のみでの稼働となり、日本国外には輸出されなかった。

### 全国分身対戦
- 本作では新たに「全国街道チャレンジ」が追加された。実在する街道を舞台に、道中の分身と1対1の対戦をしながらゴールを目指す、分身対戦の新モードである。
- カード内の車いずれか1台の分身撃破数が「10撃破」を達成しないとプレイできない。
- また、全国分身対戦モードのメニュー画面も改良され、よりスタンプリターンがしやすくなった。
- 5DX PLUSまであった、分身撃破トロフィーが復活。再び分身撃破トロフィーを獲得できるようになった。

### 乱入対戦
- 新たに「お試し乱入機能」が追加された。プレイヤーのバナパスポートカード1枚で、バナパスポートカードを持ってない友達とも、対等に乱入対戦することができる機能（しかし、バナパスポ－トカ－ドを持っていないプレイヤーは600馬力/HG固定）。

### 前作からの引継ぎ
- 前作 6からの引き継ぎはドライブマシン及び湾岸ターミナルから行うことができる。
- 称号、タイムアタックの成績、乱入対戦無料コンティニューチケット、フルチューン車作成チケット（※余ったかけらは引き継がれる）、全国分身対戦の分身撃破地図（※6のみで廃止）、廃車カードの所有枚数超過分を除くほぼすべてのデータが引き継がれる。
- ドレスアップポイントも引き継がれるが、ドレスアップパーツ獲得に必要なポイント量を引き下げたため、これまでの獲得ポイントに応じたパーツが付与される。
- 5DX PLUSで獲得した分身撃破トロフィーと6での累計分身撃破数に応じて分身撃破トロフィーが加算される。

例:5DX PLUSで分身撃破トロフィーを10000個獲得し、6で累計分身10000撃破し6Rに引き継ぎ、分身撃破トロフィー20000個からスタート
- ランク上限が開放され、従来の最高ランクの｢SSSSS級｣が｢SSSSS9級〜SSSSS1級｣に細分化され、最高ランクが｢SSSSSS級｣にアップした。｢SSSSS級｣は｢SSSSS9級｣になる。

## 6RRのゲーム概要
2021年11月17日に稼働された『6R』のバージョンアップ版。当作は海外でも日本と同じ時期に稼働開始され、『3DX PLUS』以来のこととなる。
新規車種として日産・GT-R50 by ITALDESIGN、追加曲は古代祐三が作曲した新曲5曲が追加された。

## 6RR PLUSのゲーム概要
2024年4月17日に稼働された『6RR』のバージョンアップ版。
今作では挙動が新しくなり、タイムアタックのスタート・ゴール位置が変更。
新規車種として日産・フェアレディZ(RZ34)が追加され、過去に登場した一部の限定車種TOYOTA・GRSUPRA RZ(DB42),HONDA・S2000 typeS(AP2),日産・レパードも通常解禁された。また、MAZDA・RX-8(SE3P),日産・シルビア(S15)などのエアロパーツが一部変更され、ストレートのネオン管も5DX+以来に復刻する。
さらに、湾岸ナビゲーターの新機能として、友達がどこの店で遊んでいるかわかりやすくなる予定。
追加曲は古代祐三が作曲した新曲5曲が追加された。
当初は2024年2月に稼働開始予定だったが、サーバーセキュリティ強化対策の一環とし、2024年4月17日に稼働延期となった。また稼働延期はシリーズ初となる。